# 玫瑰花精
《玫瑰花精》（英語：The Rose Elf），或譯為《玫瑰花的精靈》，是丹麦著名童话作家安徒生所寫的一篇童话故事，发表于1839月。主要讲了一个棲息於玫瑰花裡的小精靈見證一對年輕戀人的愛情、女子的兄長迫害年輕戀人，為了替年輕戀人討回公道策劃復仇的故事。它於2018年6月6日在紐約市布魯克林的格林伍德公墓地下墓穴首映，由 RB Schlather 執導並由 Teddy Poll 執導。[1]歌劇的首張錄音由 Meyer Media LLC (MM20044) 於2020年10月31日發行。
在首映式中，《觀察家報》寫道，“幾乎是你想要的歌劇的一切。玫瑰花精震驚、困惑、不安，最終，被崇高。”首映後，WQXR將其命名為“半年歌劇盛事”，稱“赫茨伯格是一位精湛的劇作家……這標誌著一位主要作曲人物的到來。”歌劇新聞稱這部作品是“對歌劇經典的一個引人注目和受歡迎的補充”。隨後被評為“2018年紐約最難忘的音樂會”，並獲得歌劇院的“弗雷迪”最佳新歌劇獎。

## 外部連結
. https://111booksfor2011.wordpress.com/tag/elf/.   [2015-02-26]. （原始内容存档于2022-02-28） （英语）. 外部链接存在于|work= (帮助)
Tatar, Maria. . Dreamland Publications. ISBN 978-8-173-01814-5.